# Утковский поселковый совет
Утковский поселковый совет — входит в состав Харьковского района Харьковской области Украины.
Административный центр поселкового совета находится в пгт Утковка.

## История
- 1920 — дата образования.

## Населённые пункты совета
- пгт Утковка
- село Верхняя Озеряна
- село Кринички
- село Лелюки
- село Нижняя Озеряна